# Телесеизам
Сеизмички таласи који се региструју на растојањима већим од 10 лучних степени називају се телесеизмима. То је у ствари потрес изазван земљотресом који је веома далеко.

## Сеизмолошка мерења
Сеизмограми телесеизама регистрованих мрежом сеизмолошких станица представљају сложену сеизмичку слику тектонских и динамичких односа, који владају у унутрашњости земље сагласано динамичким карактеристикама сеизмичких средина кроз које се таласи простиру. Интерпретацијом регистрованих сеизмограма, могуће је утврдити законитости простирања сеизмичких таласа у унутрашњости земље, односно структурну грађу Земљине коре и њене дубље унутрашњости.. Ходохроне телесеизма, које су конструисане на бази квалитетних података регистрације великог броја земљотреса на великом броју сеизмолошких станица, распоређених на различитим епицентралним растојањима, могу се користити за нумеричку инверзију ради дефинисања расподеле брзина сеизмичких таласа у Земљиној унутрашњости.